# Mark Mills
Mark Mills (Ginevra, 6 agosto 1963) è uno scrittore e sceneggiatore britannico.

## Biografia
Nato nel 1963 a Ginevra, vive a Londra con la moglie e i due figli.
Cresciuto nel Sussex, ha studiato Storia dell'Arte all'Università di Cambridge prima di dedicarsi all'attività di sceneggiatore, soggiornando anche in Italia e Francia.
Ha esordito nella narrativa nel 2004 con Amagansett, ottenendo nello stesso anno il CWA New Blood Dagger e in seguito ha pubblicato altri 7 romanzi.

## Opere

### Romanzi
- Amagansett (2004), Torino, Einaudi, 2005 traduzione di Silvia Pareschi ISBN 88-06-17601-3.
- Il giardino selvaggio (The Savage Garden, 2006), Torino, Einaudi, 2008 traduzione di Marta Matteini ISBN 978-88-06-18950-1.
- The Information Officer (2009)
- House of the Hanged (2011)
- The Long Shadow (2012)
- Solo con un cane (Waiting For Doggo, 2014), Milano, Mondadori, 2016 traduzione di Enrica Budetta ISBN 978-88-04-65233-5.
- Where Dead Men Meet (2016)

## Filmografia

### Sceneggiatore

#### Cortometraggi
- One Night Stand, regia di Bill Britten (1994)

#### Lungometraggi
- Il figlio perduto (The Lost Son), regia di Chris Menges (1999)
- Global Heresy, regia di Sidney J. Furie (2002)
- The Reckoning - Percorsi criminali (The Reckoning), regia di Paul McGuigan (2002)

## Premi e riconoscimenti
- Festival Premiers Plans d'Angers: 1993 miglior sceneggiatura con One Night Stand
- CWA New Blood Dagger: 2004 vincitore con Amagansett
- Ellis Peters Historical Award: 2007 finalista con Il giardino selvaggio, 2009 finalista con The Intelligence Officer